# Shūeisha
Shūeisha Inc. (jap. 株式会社集英社 Kabushiki-gaisha Shūeisha) – japońskie wydawnictwo literackie z siedzibą w okręgu Chiyoda w Tokio. Powstało w 1925 roku jako dział rozrywkowy wydawnictwa Shōgakukan.
Wydawnictwo to wydaje czasopisma (m.in.: „Shūkan Shōnen Jump”, „Shūkan Young Jump”, „Non-no” czy „Ultra Jump”). Współpracuje z wydawnictwami Shōgakukan, Hakusensha i Viz Media. 

## Historia
Jinjō Shōgaku Ichinen Onna Nama to pierwsza powieść opublikowana w 1925 roku przez Shūeisha Inc. we współpracy z Shōgakukan. Dwie kolejne wydano w 1927. Były to Danshi Ehon i Joshi Ehon.
W 1928 roku Shūeisha Inc. edytowało kompilację prac Gendai Yūmoa Zenshū. Powstało 12 tomów, w tym Joshi Shinjidai ei Shūji Chō (podręcznik kaligrafii dla szkół średnich dla dziewcząt) oraz Shinjidai ei Shūji Chō (podręcznik kaligrafii dla gimnazjum). W 1930 roku wydano kolejną powieść zatytułowaną Tantei-ki Dan, a Gendai Yūmoa Zenshū zakończono na 24. tomie. Danshi Yōchien i Joshi Yōchien opublikowano w 1931 roku.
W 1933 roku przeprowadzono remont siedziby firmy w dzielnicy Hitotsubashi. Zmieniono też jej adres na nowy, o trzy numery niższy.
W 1949 roku Shūeisha wydała serię mang zatytułowaną Omoshiro Book. W jej skład wchodziła m.in. obrazkowa książka Shonen Oja, która stała się popularna wśród młodzieży. Pierwszy tom Shonen Oja okazał się bestsellerem. Nazwano go Shonen Oja Oitachi Hen.
Jeśli chodzi o magazyny, to początkowo opublikowano „Akaruku tanoshi” oraz „Shōnen-Shōjo zasshi”. We wrześniu 1949 roku przekształcono też „Omoshiro” w magazyn zawierający całą zawartość poprzedniej wersji. W 1950 wydano „Hinomaru”, specjalną edycję periodyku. Oprócz „Omoshiro Book” w 1951 r. opublikowano „Shōjo Book”, która zawierała mangę skierowaną do nastoletnich dziewcząt. 
Shūeisha stało się całkowicie niezależne w 1952. W tym samym roku „Omoshiro Book” przestał być publikowany, a „Myōjō” zaczęto wydawać jako miesięcznik. Seria „Omoshiro Book” była publikowana w wydaniach bunkoban w ramach serii Omoshiro Manga Bunko. Wydano także „Yoiko Yōchien”, a magazyn „Omoshiro Book” został zastąpiony przez „Yōnen Book”.
Sukces „Shōjo Book” w 1955 doprowadził do rozpoczęcia publikacji magazynu „Ribon”. Powieść Joshi Yōchien Kobato zaczęto wydawać w 1958 roku. Specjalną edycję „Myōjō” nazwaną „Weekly Myōjō” opublikowano 23 listopada. W 1959 roku zamiast „Omoshiro Book” wprowadzono edycję męskiej linii „Shōjo Book”, którą wydano także jako bunkoban Shōjo Manga Bunko. 
W latach sześćdziesiątych ukazał się kolejny numer spin-offu „Myōjō”, zatytułowany „Bessatsu Weekly Myōjō”. Opublikowano też wiele innych książek, w tym Hirosuke Yōnen Dōwa Bungaku Zenshū, Hatachi no Sekkei, Dōdō Taru Jinsei, Shinjin Nama Gekijō Shinjin i Gaikoku Karakita Shingo Jiten.
W 1962 roku Shūeisha wydała żeńską wersję magazynu „Myōjō” pod nazwą „Josei Myōjō”, a już rok później rozpoczęła publikację czasopisma „Margaret”. W 1964 roku ukazała się 24-tomowa edycja Kanshi Taikei, a seria powieści Compact została wprowadzona jako nowość wydawnicza Shūeishy. W 1965 roku na rynek trafiły dwa nowe magazyny: „Cobalt” oraz „Shōnen Book”, będący dodatkiem do „Bessatsu Shōnen Book”.
W 1966 roku Shūeisha wypuściła tygodniki: „Playboy”, „Seishun to Dokusho” i „Shōsetsu Junia” i powieść Nihonbon Gaku Zenshū, która to została wydana w 88 tomach.
Opracowano także kolejny magazyn dotyczący mangi, który nazwano Young Music. Deluxe Margaret wprowadzono w 1967 roku jako dodatek do Margaret Comics i Ribon Comics. W 1968 roku Shūeisha rozpoczęło publikację magazynu Hoshi Young Sense w miejsce Young Sense. W tym roku Margaret wprowadził odpowiednik angielskiego pisma Seventeen, a Shūkan Shōnen Jump zaczęto wydawać dwa razy w tygodniu. W 1969 roku weszły na rynek magazyny Joker oraz Bessatsu Seventeen. Jeszcze w tym samym roku Shonen Jump przekształcono w  tygodnik jednocześnie zmieniając tytuł na Weekly Shōnen Jump. Rok 1970 był początkiem edycji magazynu Subaru, a 1971 magazynu Ocean Life. W 1973 roku po raz pierwszy opublikowano magazyn Playgirl. Rok później Weekly Shōnen Jump rozpoczął wydawanie siostrzanych projektów Akamaru Jump i Monthly Shōnen Jump, a także Saison de Non-no.

## Magazyny
| Nazwa magazynu | Zakończony             | Zawiera                    |
| --- | ---------------------- | -------------------------- |
| Omoshiro Book (おもしろブック)                                                                                     | Tak                    | Shōnen-manga i Shōjo-manga |
| Hinomaru | Tak                    | Shōnen-manga i Shōjo-manga |
| Shōjo Book (少女ブック)                                                                                            | Tak                    | Shōjo-manga                |
| Myōjō (明星) | Nie                    | Kultura i muzyka           |
| Yōnen Book (幼年ブック)                                                                                            | Tak                    | Kodomo-muke-manga          |
| Ribon (りぼん) | Nie                    | Shōjo-manga                |
| Shūkan Myōjō (週刊明星)                                                                                            | Tak                    | Kultura i muzyka           |
| Shōnen Book (少年ブック)                                                                                           | Tak                    | Shōnen-manga               |
| Bessatsu Myōjō (別冊週刊明星)                                                                                      | Tak                    | Kultura i muzyka           |
| Josei Myōjō (女性明星)                                                                                             | Tak                    | Moda damska                |
| Margaret (マーガレット)                                                                                            | Nie                    | Shōjo-manga                |
| Bessatsu Margaret (別冊マーガレット)                                                                               | Tak                    | Shōjo-manga                |
| Bessatsu Shōnen Book (別冊少年ブック)                                                                              | Tak                    | Shōnen-manga               |
| Shūkan Playboy (週刊プレイボーイ)                                                                                  | Nie                    | Erotyka, Seinen-manga      |
| Shōsetsu Junia (小説ジュニア)                                                                                      | Tak                    | Powieść                    |
| Nihon Bungaku Zenshū (日本文学全集)                                                                                | Tak                    | –                          |
| Seishun to Dokusho (青春と読書)                                                                                    | Nie                    | Grafika i sztuka           |
| Young Music (ヤングミュージック)                                                                                   | Tak                    | Muzyka                     |
| „Deluxe Margaret” (jap. デラックス マーガレット) (potocznie także jako „Derama” (jap. デラマ)                      | ...-2010               | shōjo-manga/josei-manga    |
| „Bessatsu Margaret Sister” (jap. 別冊マーガレット sister) (potocznie także jako „Betsuma sister” (jap. 別マsister) | 2010-...               | shōjo-manga/josei-manga    |
| Bessatsu Young Sense (別冊ヤングセンス)                                                                            | Tak                    | –                          |
| Shūkan Seventeen (週刊セブンティーン)                                                                              | Tak                    | –                          |
| Joker (ジョーカー)                                                                                                 | Tak                    | –                          |
| Guts (guts) | Tak                    | –                          |
| Shūkan Shōnen Jump (週刊少年ジャンプ)                                                                              | Nie                    | –                          |
| Bessatsu Shōnen Jump (別冊少年ジャンプ)                                                                            | Tak                    | –                          |
| Subaru (すばる) | Nie                    | –                          |
| Non-no (ノン－ノ)                                                                                                  | Nie                    | –                          |
| Ocean life (オーシャンライフ)                                                                                      | Tak                    | –                          |
| Roadshow (ロードショー)                                                                                            | Nie                    | –                          |
| Gekkan Seventeen (月刊セブンティーン)                                                                              | Tak                    | –                          |
| Play Girl (プレイガール)                                                                                           | Tak                    | –                          |
| „Gekkan Shōnen Jump” (jap. 月刊少年ジャンプ)                                                                       | ...-2007               | shōnen-manga               |
| Saison de Non-no (SAISON de non・no)                                                                               | Tak                    | –                          |
| Shūkan Margaret (週刊マーガレット)                                                                                 | Tak                    | –                          |
| Gekkan Playboy (月刊プレイボーイ)                                                                                  | Tak                    | –                          |
| More (MORE) | Nie                    | –                          |
| Bessatsu Hair Catalog (別冊ヘアカタログ)                                                                           | Tak                    | –                          |
| Bouquet (ぶ～け)                                                                                                   | Tak                    | –                          |
| Shūkan Young Jump (週刊ヤングジャンプ)                                                                             | Nie                    | –                          |
| Cosmopolitan (コスモポリタン)                                                                                      | Nie                    | –                          |
| Ribon Original (りぼんオリジナル)                                                                                  | Nie                    | –                          |
| „You” (jap. ユー)                                                                                                  | 1980-2018              | josei-manga                |
| Cobalt (COBALT) | Nie                    | –                          |
| Non-no More Books (non・no MORE BOOKS)                                                                             | Nie                    | –                          |
| Lee (リー) | Nie                    | –                          |
| Sumuappu (サムアップ)                                                                                              | Tak                    | –                          |
| Dunk (DUNK) | Tak                    | –                          |
| Office You (OFFICE YOU)                                                                                            | Nie                    | –                          |
| „Business Jump” (jap. ビジネスジャンプ)                                                                            | 1985-2011              |                            |
| Men’s Non-no (メンズノンノ)                                                                                        | Nie                    | –                          |
| „Young You” (jap. ヤングユー)                                                                                      | 1986-2005              | josei-manga                |
| Jōhō Chishiki Imidas (情報・知識 imidas)                                                                           | Tak                    | –                          |
| Shōsetsu Subaru (小説すばる)                                                                                       | Nie                    | –                          |
| Gekkan Bees Club                                                                                                   | Tak                    | –                          |
| Gekkan Tiara (月刊ティアラ)                                                                                        | Tak                    | –                          |
| „Super Jump” (jap. スーパージャンプ)                                                                               | 1988-2011              |                            |
| „Grand Jump” (jap. グランドジャンプ)                                                                               | 2011-...               |                            |
| „Grand Jump PREMIUM” (jap. グランドジャンプPREMIUM)                                                                | 2011-...               |                            |
| Spur (SPUR) | Nie                    | –                          |
| Bart (バート) | Tak                    | –                          |
| Tanto (TANTO) | Tak                    | –                          |
| V Jump (Vジャンプ)                                                                                                 | Nie                    | –                          |
| Fresh Jump (フレッシュジャンプ)                                                                                    | Tak                    | –                          |
| „Chorus” (jap. コーラス) (do 2011) / „Cocohana” (jap. ココハナ) (od 2011)                                          | 1992-obecnie           |                            |
| All Natural | Tak                    | –                          |
| Manga Allman (マンガ・オールマン)                                                                                  | Tak                    | –                          |
| Tepee (Tepee) | Tak                    | –                          |
| Telekids (テレキッズ)                                                                                              | Tak                    | –                          |
| Maple (メイプル)                                                                                                   | Tak                    | –                          |
| Shūeisha Shinsho (集英社新書)                                                                                      | Nie                    | –                          |
| Ultra Jump (ウルトラジャンプ)                                                                                      | Nie                    | –                          |
| Cookie (クッキー)                                                                                                  | Nie                    | –                          |
| Baila (BAILA) | Nie                    | –                          |
| Sportiva (スポルティーバ)                                                                                          | Nie                    | –                          |
| Maquia (MAQUIA) | Nie                    | –                          |
| Pinky (PINKY) | Nie                    | –                          |
| Yomu Ningen Dock Kenkō Hyakka (読む人間ドック 健康百科)                                                            | Tak                    | –                          |
| Uomo (UOMO) | Nie                    | –                          |
| „Gekkan Young Jump” (jap. 月刊ヤングジャンプ)                                                                      | ...-2010               |                            |
| „Miracle Jump” (jap. ミラクルジャンプ)                                                                             | 2011-2017 (zawieszony) |                            |
| „Jump Square.” (jap. ジャンプSQ.)                                                                                  | 2007-obecnie           | shōnen-manga               |
| „The Margaret” (jap. ザ マーガレット)                                                                              | 1982-2023              | shōjo-manga/josei-manga    |
| „Super Dash & Go!” (jap. スーパーダッシュ＆ゴー！)                                                                 | 2011-2013              | light novel (mieszany)     |

### Popularność magazynów
| Nazwa magazynu       | Średni nakład                   |
| -------------------- | ------------------------------- |
| „Shūkan Shōnen Jump” | 1 640 000                       |
| „V Jump”             | 167 000                         |
| „Saikyō Jump”        | 130 000                         |
| „Jump SQ.”           | 170 000 (w tym wydanie cyfrowe) |
| „Shūkan Young Jump”  | 450 000                         |
| „Ultra Jump”         | 28 000                          |
| „Grand Jump”         | 160 000                         |
| „Ribon”              | 137 000                         |
| „Cookie”             | 27 000                          |
| „Margaret”           | 30 000                          |
| „Bessatsu Margaret”  | 95 000                          |
| „The Margaret”       | 23 500                          |
| „office YOU”         | 43 000                          |
| „Cocohana”           | 53 000                          |

## Magazyny kanzenban
Wydawnictwo Shūeisha wypuściło na rynek wiele magazynów kanzenban. Serie publikowano w rocznych cyklach. W jednym magazynie umieszczano do trzech tomów wybranej serii.

### Monthly Comic Tokumori
Monthly Comic Tokumori (月刊コミック特盛, Gekkan Komikku Tokumori) jest magazynem Seinen Kanzenban, publikowanym przez spółkę zależną Shueisha’s-Home Sha. Obecnie pismo wydaje co miesiąc serię, opowiadającą samurajską historię – Nobunaga no Kyodai Tetsu Fune: Sengoku no Umi o Seisu.

### Shueisha Original
Shueisha Original (集英社オリジナル, Shūeisha Orijinaru) jest magazynem o tematyce mangi, publikowanym przez wydawnictwo Shueisha. Pismo Kanzenban posiada indywidualny styl klasycznej serii. Każde wydanie jest kontynuacją ostatniego magazynu. Shueisha Original posiadał tylko dwie serie, które były wydawane przez długi czas. Pierwszą serią było Chibi Maruko-chan z shōjo Ribon. Maruko-chan publikowany był od sierpnia 2007 do stycznia 2008 r. Rokudenashi Blues Masanori Morita, który był wydawany w Weekly Shōnen Jump, został wydany po raz pierwszy w marcu 2008 roku i jest nadal publikowany w Shueisha Original.

### Shueisha Remix
Shueisha Remix (jap. 集英社リミックス, Shūeisha Rimikkusu) to jeden z wielu magazynów wydawanych przez Shueishę. Stanowi on połączenie czterech serii: Shueisha Jump Remix, Shueisha Girls Remix, Shueisha Home Remix oraz Shueisha International Remix